# Новотроїцький (Алнаський район)
Новотро́їцький (рос. Новотроицкий) — присілок (колишній починок) у складі Алнаського району Удмуртії, Росія.

## Населення
Населення — 82 особи (2010; 75 в 2002).
Національний склад станом на 2002 рік:
- удмурти — 64 %
- росіяни — 31 %

## Урбаноніми[3]
- вулиці — Казанська, Центральна